# Jamnica Pisarovinska
Jamnica Pisarovinska is een plaats in de gemeente Pisarovina in de Kroatische provincie Zagreb. De plaats telt 55 inwoners (2001).